# Municipio de Fredlund
El municipio de Fredlund (en inglés: Fredlund Township) es un municipio ubicado en el condado de Perkins en el estado estadounidense de Dakota del Sur. En el año 2010 tenía una población de 23 habitantes y una densidad poblacional de 0,25 personas por km².

## Geografía
El municipio de Fredlund se encuentra ubicado en las coordenadas 45°41′13″N 102°37′1″O / 45.68694, -102.61694. Según la Oficina del Censo de los Estados Unidos, el municipio tiene una superficie total de 91.81 km², de la cual 91,5 km² corresponden a tierra firme y (0,34 %) 0,32 km² es agua.

## Demografía
Según el censo de 2010, había 23 personas residiendo en el municipio de Fredlund. La densidad de población era de 0,25 hab./km². De los 23 habitantes, el municipio de Fredlund estaba compuesto por el 100 % blancos. Del total de la población el 0 % eran hispanos o latinos de cualquier raza.